# Мсциховский, Казимир Людвигович
Мсциховский Казимир Людвигович — потомственный дворянин.

## Биография
Родился в Минской губернии 9 января 1850 года. По исполнению 16 лет, по указу Его Императорского Величества, постановлением Подольского дворянского депутатского собрания, которое состоялось 23 июня 1866 года, он был признан в потомственном дворянстве. Казимир Людвигович был римско-каталической веры исповедания.
Он окончил полный курс наук, в 1874 году в Киевском Университете св. Владимира по физико-математическому факультету со степенью кандидата, и в 1876 в институте инженеров путей сообщения со званием гражданского инженера и правом производства строительных работ. Поступает на государственную службу сверхштатным инженером без содержания на Курско-Харьковскую-Азовскую железную дорогу.
Вскоре начинается русско-турецкая война, его переводят на строительство военной Бендеро-Галицкой дороги. В боевых действиях он не участвовал, но в июле 1877 года «Его Королевским Высочеством Князем Румынским был пожалован орденом Румынской Звезды» и получил кавалерский крест за переход войск через Дунай. 23 мая 1880 года Князем Румынским была пожалована вторая награда — Румынский крест.
Кроме того за годы службы был награждён орденами св. Станислава 1 и 3 степени, св. Анны 3 степени, а также персидским орденом Льва и Солнца 1 и 3 степени, тёмно-бронзовой медалью в память войны 1877—1878 годов и серебряной медалью в память царствования Императора Александра III.
Приказом по министерству путей сообщения, 3 мая 1883 года он был причислен к министерству на один год без содержания. Затем был переведён на три года в общество Южно-Русской каменноугольной промышленности, а в октябре 1886 года оставлен ещё на три года при министерстве путей сообщения. 9 апреля 1890 года за отличие по службе был произведён в коллежские асессоры. Приказом от 2 ноября 1892 года оставлен ещё на три года в обществе каменноугольной Южно-Русской промышленности.
В том же году он был назначен начальником горного училища С. С. Полякова (учредителя общества Южно-Русской каменноугольной промышленности). Указом правительствующего сената от 15 октября 1893 года К. Л. Мсциховский был утверждён в должности почётного мирового судьи по Славяносербскому уезду с 1891 по 1894 год. Мировым судьёй он избирался и в 1894—1897, 1897—1900, 1900—1903, 1904—1907, 1907—1912 годах. 30 марта 1895 года он был назначен преподавателем горного училища, но оставлен в должности начальника того же училища и переведён за выслугу лет в надворные советники.
В 1897 году Мсциховский был откомандирован в распоряжение министерство финансов, а в 1898 году министром финансов назначен состоящим для особых поручений при Генеральном Комиссаре русского отдела на Всемирную выставку в Париже, которая проходила в 1900 году.
В 1898 году был определён сотрудником попечителя Орлова-Новосильцевского благотворительного заведения в Санкт-Петербурге, подведомственного Императорскому человеколюбивому обществу, и в том же году за выслугу лет был произведён в коллежские советники, а в 1902 году в статские советники. В 1904 году был назначен попечителем Ивановского девичьего училища в Санкт-Петербурге, которое так же находилось в ведомстве Императорского человеколюбивого общества, а в 1906 году «за отличие по службе», производится в действительные статские советники.
В это время он и создаёт Селезнёвское общество каменноугольной и заводской промышленности. К. Л. Мсциховский был председателем правления этого общества, а также членом правления Общества Южно-Русской каменноугольной промышленности и Донецко-Юрьевского металлургического общества.
Около 1893 года К. Л. Мсциховский поселяется в Селезнёвке, купив 450 десятин земли у помещика Голубова, серба, потомка одного из первых поселенцев этого края. В 1900 году Мсциховский заложил две большие капитальные шахты № 1 и № 2 за четыре-пять километров от села Селезневка. Тут же возникает рабочий посёлок, который получил название Селезневский рудник. В 1902 году, в этих шахтах началась угледобыча. Чтобы увеличить вывоз угля предприниматели Мсциховский, Квятковский и Афенин строят железную дорогу от станции Кипучая и Овраги к угольным предприятиям. Через год шахты Селезнёвского товарищества дали 13995 пудов угля. Ведя конкурентную борьбу, Мсциховский и его компаньоны прибирают к рукам размещённые по близости мелкие шахты. В 1909 году акционеры покупают у наследников предпринимателя Толстикова рудник вместе с 1000 десятин земли, а также шахты Конжукова. Путём выпуска акций на сумму полтора миллиона рублей, товарищество увеличило основной капитал до двух с половиной миллионов рублей. Годовая добыча в 1909 году составила 14-15 тысяч пудов угля.
После поражения революции 1905 года, Столыпинское правительство жестоко разогнало все революционные организации. На Селезнёвских шахтах были разогнаны профсоюзы, которые, по мнению шахтовладельца Мсциховского, «является центром пропаганды, а деньги профсоюзов тратятся на приобретение оружия и преступной литературы». В годы столыпинской реакции акционеры Селезнёвского товарищества за счёт усиления эксплуатации шахтёров увеличили основной капитал с двух с половиной до четырёх миллионов рублей. Было заложено новая капитальная шахта № 3, построена электромеханическая мастерская.
На одном полюсе шло нагромождение капитала, а на другом — нищета. Низкий жизненный уровень, антисанитарные условия, в которых жили шахтёры, привели в 1910 году к распространению эпидемии холеры, начавшейся на Кубани, вследствие чего погибло много жителей села.
В этот период Селезневское товарищество вступает в синдикат Продуголь. Действие этого синдиката, имеющего руководство во Франции, неоднозначно влияло на экономику России. Искусственно создавая выгодную для себя конъюнктуру на рынке угля, они разрушали энергосистему России. Некоторые историки утверждают, что это один из факторов приведшем к свержению монархии.
Казимир Людвигович был женат на Агафье Михайловне Николич православного вероисповедания. Это был его первый и единственный брак. В 1912 году он увольняется со службы по болезни, в возрасте 62 лет, и ему назначается пенсия в размере 1290 рублей в год.
Казимир Людвигович обращается в земство с просьбой разрешить построить школу в Селезнёвке. Не сразу, но получает разрешение и в 1911 году начинает на свои средства постройку церкви-школы им. Александра Невского, приглашает для этого архитектора Л. В. Руднева, с которым познакомился в Петербурге.
С началом войны, Мсциховский обратился с письмом в управу с просьбой об устройстве в Селезнёвке лазарет для раненых, предлагая создать госпиталь на 20 коек. В своём прошении он объяснял, что «в училищном здании, в двух классных комнатах может быть помещено 20 кроватей для раненых, а учительская комната, а также библиотека читальня могут служить для склада госпитальных принадлежностей и для дежурных фельдшеров и санитаров». Для госпиталя передавал он и флигель в своей усадьбе, где мог находиться врач и другой персонал. Он предлагал перевозить раненых до станции Овраги, а оттуда обещал позаботиться об их доставке к зданию школы. Инициатива была отвергнута в связи с неудобством в инфраструктуре.
Судьба после революции его не известна, и до сих пор остается загадкой.